# ستفانووو (استان دوبریچ)
ستفانووو (به بلغاری: Stefanovo) یک منطقهٔ مسکونی در بلغارستان است که در شهرستان دوبریچکا واقع شده‌است.